# Федосенко Павло Юрійович
Павло́ Ю́рійович Федосенко — український військовослужбовець, полковник Збройних Сил України, учасник російсько-української війни. Герой України (2022). Почесний громадянин Кривого Рогу (2022), Почесний громадянин Харківської області (2024).

## Життєпис
Народився у Кривому Розі, батько та брат — військові (батько — ветеран війни в Афганістані).
1995 році закінчив Харківський гвардійський імені Верховної ради інститут Танкових військ Національного технічного університету «Харківський політехнічний інститут».
Від початку російської агресії, з травня 2014 р., воював у складі 40-го батальйону територіальної оборони «Кривбас», потім — у лавах 54-ї окремої механізованої бригади, остання посада — заступник командира бригади.
Учасник Іловайських подій, на початку 2015 р. виконував бойові завдання поблизу Дебальцевого. Брав участь у бойових діях на Світлодарській дузі.
Станом на травень 2020 р. має три поранення.
З 6 травня 2020 р. — командир 92-ї Окремої механізованої бригади імені кошового отамана Івана Сірка.

### Російське вторгнення в Україну (2022)
З початком російського вторгнення в Україну 2022 року організував та успішно веде оборону міста Харкова.

## Нагороди
- звання Герой України з врученням ордена «Золота Зірка» (2 березня 2022) — за особисту мужність і героїзм, виявлені у захисті державного суверенітету та територіальної цілісності України, вірність військовій присязі[6][7];
- орден Богдана Хмельницького III ступеня (28 вересня 2022) — за особисту мужність і самовіддані дії, виявлені у захисті державного суверенітету та територіальної цілісності України, вірність військовій присязі[8];
- орден «За мужність» III ступеня (8 серпня 2014) — за особисту мужність і героїзм, виявлені у захисті державного суверенітету та територіальної цілісності України, вірність військовій присязі під час російсько-української війни[9];
- Почесний громадянин Кривого Рогу (2022)[1].
- Почесний громадянин Харківської області (2024)[10].